# PLATO (telescop spațial)
PLATO este un telescop spațial planificat de Agenția Spațială Europeană care va utiliza un grup de fotometre pentru a descoperi și caracteriza planetele extrasolare de telurice de toate dimensiunile din jurul stelelor pitice roșii, stele pitice galbene, cum ar fi Soarele nostru, și stelelor subgigante, unde apa poate exista în stare lichidă.
Telescopul este planificat să fie lansat în 2026 de la Centrul Spațial Kourou din Guyana Franceză cu o rachetă Soiuz, până la punctul Lagrange Pământ-Soare L2.

## Obiective
Scopul este de a descoperi planete asemănătoare Pământului, nu doar în ceea ce privește dimensiunea lor, ci și potențialul lor locuibil. Prin utilizarea a 34 de telescoape mici și camere separate, PLATO va căuta planete în (din) jurul valorii de până la un milion de stele. Obiectivul principal al lui PLATO este de a elucida condițiile de formare a planetelor și apariție a vieții pe acestea; pentru a atinge acest obiectiv, misiunea are următoarele obiective:
- Descoperirea și caracterizarea unui număr mare de sisteme exoplanetare apropiate, cu o precizie în determinarea masei planetei de până la 10%, din raza planetei de până la 2%, și vârstei stelare de până la 10%
- Detectarea planetelor de dimensiunea Pământului din zona locuibilă din jurul stele de tip solar
- Detectarea super-Pământurilor în zona locuibilă din jurul stele de tip solar
- Măsurarea oscilațiilor solare în jurul stelelor-gazdă a exoplanetelor
- Măsurarea oscilațiilor pulsatoare stelare.